# Llano Grande, Arandas
Llano Grande är en ort i Mexiko.   Den ligger i kommunen Arandas och delstaten Jalisco, i den centrala delen av landet, 400 km väster om huvudstaden Mexico City. Llano Grande ligger 2 123 meter över havet och antalet invånare är 344.
Terrängen runt Llano Grande är huvudsakligen platt, men åt sydost är den kuperad. Runt Llano Grande är det ganska glesbefolkat, med 38 invånare per kvadratkilometer. Närmaste större samhälle är Arandas, 4,4 km väster om Llano Grande. I omgivningarna runt Llano Grande växer huvudsakligen savannskog.